# 栃木県道280号入粟野引田線
栃木県道280号入粟野引田線（とちぎけんどう280ごう いりあわのひきだせん）は、栃木県鹿沼市内を通過する一般県道である。
鹿沼市入粟野から下久我までの一部区間は自動車交通不能区間（未開通）となっている。

## 概要

### 路線データ
- 総延長：9.930km[1]
- 実延長：6.219km[1]
- 起点：栃木県鹿沼市入粟野（栃木県道246号草久粟野線交点）
- 終点：栃木県鹿沼市引田（栃木県道14号鹿沼日光線、栃木県道281号板荷引田線交点）
- 認定：1974年（昭和49年）3月29日

## 歴史

### 年表
- 1974年（昭和49年）3月29日 - 一般県道として認定。

## 路線状況

### 交通量
24時間自動車類交通量（台/日）
- 鹿沼市引田2030付近：465

## 地理

### 通過する自治体
- 栃木県
  - 鹿沼市

### 交差する道路
- 栃木県道240号石裂上日向線（鹿沼市下久我）